# Samuel Guthrie

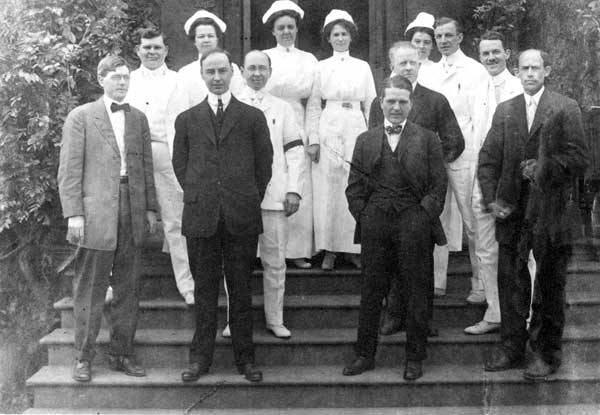
Donald Guthrie, (eerste rij, 2de van links) in 1912

Samuel Guthrie (1782- 19 oktober, 1848) was een Amerikaans chemicus, natuurkundige en uitvinder geboren in Brimfield, Massachusetts, later woonachtig in Sackets Harbor, New York. Hij diende als legerarts in de oorlog van 1812. Hij was de uitvinder van  slagmateriaal voor geweren, een toepassing die het gebruik van het vuursteengeweer verving en de voorloper was van het slaghoedje.
Guthrie was permanent gehandicapt en het voeren van een gerechtelijk proces om zijn slagmateriaal kostte hem bijna zijn leven. In 1830 bedacht hij een proces waarbij aardappelzetmeel versneld kon worden omgezet in melasse. Hij was de originele Amerikaanse ontdekker van een "alcoholische oplossing van chloor-ether", het chloroform van Dumas. Zijn product werd in 1831 getoond aan professor Silliman van Yale, die het proces herhaalde op de manier zoals het een jaar daarvoor door Soubeiran openbaar werd gemaakt en drie jaar daarvoor door Dumas was gepubliceerd onder de naam chloroform. 
De medisch-chirurgische sociëteit van Edinburgh stelde een commissie aan om de claims van de diverse partijen (Soubeiran, von Liebig, Dumas) te toetsen op hun recht van ontdekking. De commissie besliste dat Guthrie in 1832 als eerste had gepubliceerd over de therapeutische effecten van chloroform als een diffunderend opwekkend middel. 
- International Standard Name Identifier: 0000 0000 5560 9789
- Library of Congress Control Number: n85800397
- Nationale Bibliotheek van Tsjechië: nlk20000090891
- Nationale Bibliotheek van Israël: 987007352994505171
- SNAC: w6cz5d16
- Virtual International Authority File: 23606231
- WorldCat: E39PBJxCwxb6tdmrQYJpWTTT73